# Halterofilia en los Juegos Olímpicos de Londres 2012 – Más de 75 kg femenino
El evento de más de 75 kg femenino de halterofilia en los Juegos Olímpicos de Londres 2012 tuvo lugar el 5 de agosto en el Centro de Exposiciones ExCeL.

## Horario
Todos los horarios están en Tiempo Británico (UTC+1)
| Fecha               | Tiempo | Ronda   |
| ------------------- | ------ | ------- |
| 5 de agosto de 2012 | 15:30  | Grupo A |

## Resultados
| Rank              | Atleta                     | Peso corporal | Arrebato (kg) | Arrebato (kg) | Arrebato (kg) | Arrebato (kg) | Tirón (kg) | Tirón (kg) | Tirón (kg) | Tirón (kg) | Total |
| Rank              | Atleta                     | Peso corporal | 1             | 2             | 3             | Resultado     | 1          | 2          | 3          | Resultado  | Total |
| ----------------- | -------------------------- | ------------- | ------------- | ------------- | ------------- | ------------- | ---------- | ---------- | ---------- | ---------- | ----- |
| Medalla de oro    | Zhou Lulu (CHN)            | 130.83        | 142           | 146           | 146           | 146           | 181        | 187        | 190        | 187        | 333   |
| Medalla de plata  | Tatiana Kashirina (RUS)    | 102.31        | 144           | 149           | 151           | 151           | 175        | 181        | 187        | 181        | 332   |
| Medalla de bronce | Hripsime Khurshudyan (ARM) | 87.58         | 124           | 128           | 132           | 128           | 158        | 166        | 166        | 166        | 294   |
| 4                 | Jang Mi-Ran (KOR)          | 118.07        | 120           | 125           | 129           | 125           | 158        | 164        | 170        | 164        | 289   |
| 5                 | Nahla Ramadan (EGY)        | 105.51        | 122           | 125           | 125           | 122           | 150        | 155        | 158        | 155        | 277   |
| 6                 | Ele Opeloge (SAM)          | 124.89        | 117           | 122           | 122           | 117           | 145        | 150        | 155        | 150        | 267   |
| 7                 | Sarah Robles (USA)         | 124.35        | 114           | 118           | 120           | 120           | 144        | 145        | 145        | 145        | 265   |
| 8                 | Oliba Nieve (ECU)          | 97.43         | 113           | 117           | 120           | 117           | 138        | 138        | 142        | 138        | 255   |
| 9                 | Mami Shimamoto (JPN)       | 105.90        | 103           | 107           | 110           | 110           | 138        | 143        | 146        | 143        | 253   |
| 10                | Holley Mangold (USA)       | 157.04        | 105           | 105           | 110           | 105           | 135        | 140        | 140        | 135        | 240   |
| 11                | Astrid Camposeco (GUA)     | 88.52         | 87            | 91            | 93            | 93            | 112        | 115        | 117        | 115        | 208   |
| 12                | Luisa Peters (COK)         | 88.58         | 74            | 78            | 82            | 82            | 95         | 100        | 105        | 100        | 182   |
| 13                | Alberta Ampomah (GHA)      | 78.53         | 70            | 70            | 73            | 73            | 97         | 97         | 101        | 101        | 174   |
| —                 | Mariam Usman (NGR)         | 120.79        | 125           | 129           | 133           | 129           | 160        | 160        | 160        | —          | —     |

## Nuevos récords
| Arrebato | 142 kg | Zhou Lulu (CHN)         | RO |
| Arrebato | 144 kg | Tatiana Kashirina (RUS) | RO |
| Arrebato | 146 kg | Zhou Lulu (CHN)         | RO |
| Arrebato | 149 kg | Tatiana Kashirina (RUS) | RM |
| Arrebato | 151 kg | Tatiana Kashirina (RUS) | RM |
| Total    | 327 kg | Zhou Lulu (CHN)         | RO |
| Total    | 332 kg | Tatiana Kashirina (RUS) | RM |
| Tirón    | 187 kg | Zhou Lulu (CHN)         | RO |
| Total    | 333 kg | Zhou Lulu (CHN)         | RM |